# Arany Santana
Arany Santana Neves Santos (Amargosa, 12 de outubro de 1951), é graduada pela Universidade Federal da Bahia, com especialização em história da África e em língua e cultura kikongo. Arany Santana possui um histórico atrelado à cultura e militância étnica que resiste há anos. Ela é ex-diretora do Ilê Aiyê, mais antigo movimento negro do Brasil, e cofundadora do Movimento Negro Contra a Discriminação Racial (hoje Movimento Negro Unificado). Como educadora, tem uma trajetória voltada para a alfabetização de adultos, a arte-educação e o ensino de cultura africana. Também atriz, participou de filmes como A Idade da Terra, de Glauber Rocha, O Jardim das Folhas Sagradas, de Pola Ribeiro, e Capitães da Areia, de Cecília Amado. 

## Biografia
Filha de Rogaciano Santos, marceneiro e músico da filarmônica de Amargosa, e de Áurea Santana Santos, costureira. Após o golpe militar de 1964, a família de Arany que costumava abrigar reuniões de militantes políticos locais em sua casa decidiu se mudar para Salvador. Com esta mudança, ela estudou no Colégio Central da Bahia no final da década de 1960 e, após ser aprovada por vestibular na Universidade Federal da Bahia, veio a concluir a licenciatura em Letras com habilitação em inglês na UFBA em 1974. Após sua graduação, ela foi ensinar em uma escola pública no município interiorano de Castro Alves, onde ficou poucos anos até voltar para Salvador, onde ingressou na Escola de Teatro da UFBA, formação que a preparia para ingressar no teatro e cinema.
Entre os anos de 88 e 90, apresentou o programa de televisão Beleza Black, na TV Itapoan e trabalhou na minissérie Mãe de Santo da Rede Manchete. No teatro encenou dezoito espetáculos em Salvador, entre eles, Baile Pastoril, Cordel Vida e Verso e Castro Alves.
Em 1995, foi premiada com o Troféu “Clementina de Jesus”, realizado pela UNEGRO, pelos trabalhos realizados em prol da Comunidade Negra. Em 2003, foi a primeira secretária municipal da Reparação, na gestão do ex-prefeito de Salvador, Antônio Imbassahy. Em 2008, foi coordenadora dos Centros Sociais Urbanos do Estado da Bahia. Em 2010, esteve a frente da Secretaria de Desenvolvimento Social e Combate à Pobreza.
No dia 30 de novembro de 2010, ela recebeu da Câmara Municipal de Salvador a denominação honorífica de "cidadã soteropolitana". Em 2011, nomeada para ser coordenadora do Centro de Culturas Populares e Identitárias (CCPI), órgão interno da Secretaria de Cultura do Estado da Bahia (SECULT), onde permaneceu exercendo esse cargo público até 2017.
Em 2017, ela foi empossada pelo governador Rui Costa como secretária de Cultura do Estado da Bahia, a primeira mulher a assumir a pasta após Jorge Portugal ter entregue o cargo. Ela seguiu como secretária estadual de cultura da Bahia até 5 de janeiro de 2023, quando foi sucedida por Bruno Monteiro.
Em 13 de janeiro de 2023, Arany Santana foi nomeada ouvidora-geral da Ouvidoria Geral do Estado da Bahia pelo governador Jerônimo Rodrigues, tornando-se a primeira mulher negra a ocupar esse cargo.

## Reconhecimentos
Entre os prêmios de reconhecimento do seu trabalho Arany recebeu o diploma “Destaque Mulher” (1998 e 2002) da Assembleia Legislativa do Estado, pela atuação nas áreas educacional e artística e no trabalho de preservação e divulgação da cultura negra, o Troféu UJAAMA – Mulher Destaque/ 97 - promovido pelo Olodum - pelos trabalhos realizados na área da cultura e do conhecimento; e o Prêmio Itaú – UNICEF pelo Projeto Pedagógico do Ilê Aiyê – 1996 (3.º Melhor Projeto do Brasil).